# RAC Tourist Trophy

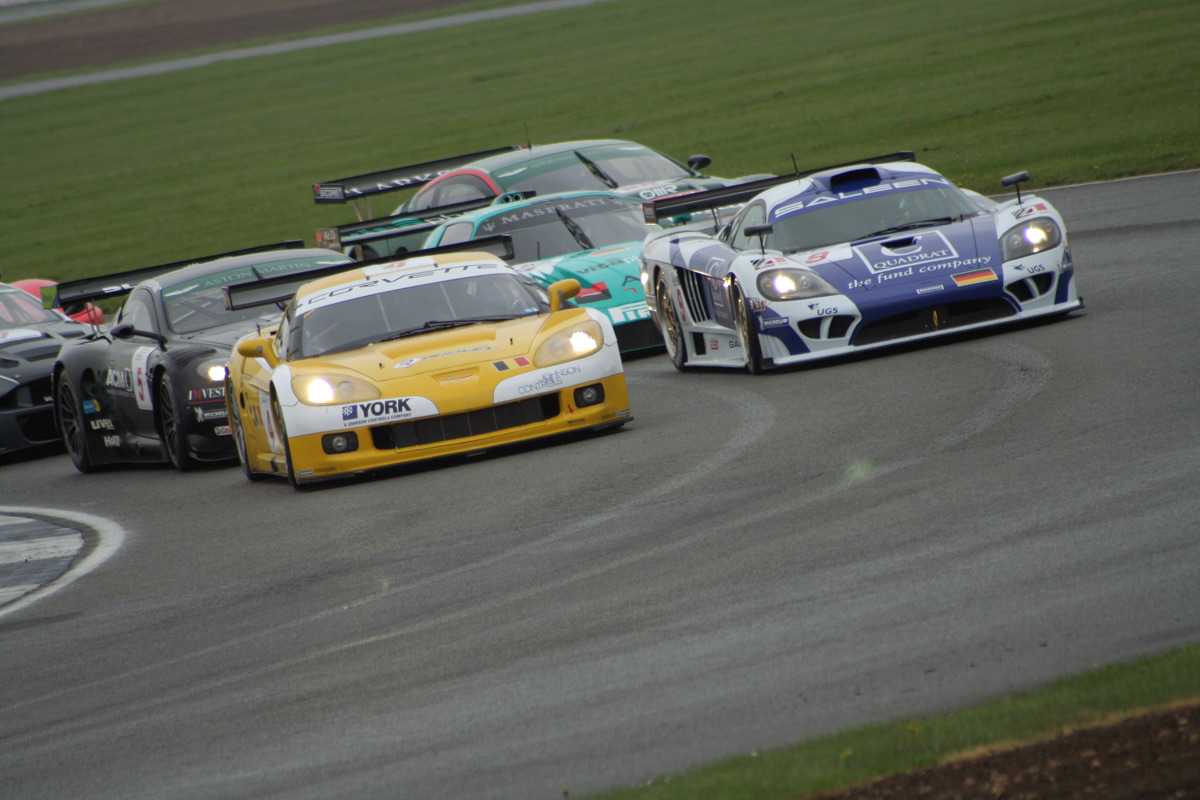
Tourist Trophy 2006.

RAC Tourist Trophy är en prispokal som delas ut av brittiska Royal Automobile Club till vinnaren av en utvald biltävling i Storbritannien. Trofén delades ut första gången 1905 och har, med kortare och längre avbrott, delats ut näst intill årligen sedan dess. Tourist Trophy har delats ut vid både nationella och internationella tävlingar, såsom sportvagns-VM, FIA GT, WTCC, ETCC och BTCC.

## Vinnare
| År             | Förare                                              | Bil                     | Gren           | Bana                         |
| -------------- | --------------------------------------------------- | ----------------------- | -------------- | ---------------------------- |
| 1905           | John Napier                                         | Arrol-Johnston          | Standardvagn   | Isle of Man Mountain Circuit |
| 1906           | Charles Stewart Rolls                               | Rolls-Royce 20 hp       | Standardvagn   | Isle of Man Mountain Circuit |
| 1907           | Ernest Courtis                                      | Rover 20 hp             | Standardvagn   | Isle of Man Mountain Circuit |
| 1908           | Willy Watson                                        | Hutton (Napier)         | Grand Prix     | Isle of Man Mountain Circuit |
| 1909 till 1913 | Inga tävlingar                                      | Inga tävlingar          | Inga tävlingar | Inga tävlingar               |
| 1914           | Kenelm Lee Guinness                                 | Sunbeam                 | Grand Prix     | Isle of Man Mountain Circuit |
| 1915 till 1921 | Inga tävlingar                                      | Inga tävlingar          | Inga tävlingar | Inga tävlingar               |
| 1922           | Jean Chassagne                                      | Sunbeam Tourist Trophy  | Grand Prix     | Isle of Man Mountain Circuit |
| 1923 till 1927 | Inga tävlingar                                      | Inga tävlingar          | Inga tävlingar | Inga tävlingar               |
| 1928           | Kaye Don                                            | Lea-Francis Hyper S     | Sportvagn      | Ards Circuit                 |
| 1929           | Rudolf Caracciola                                   | Mercedes-Benz SSK       | Sportvagn      | Ards Circuit                 |
| 1930           | Tazio Nuvolari                                      | Alfa Romeo 6C 1750 GS   | Sportvagn      | Ards Circuit                 |
| 1931           | Norman Black                                        | MG C-type Midget        | Sportvagn      | Ards Circuit                 |
| 1932           | Cyril Whitcroft                                     | Riley Brooklands Nine   | Sportvagn      | Ards Circuit                 |
| 1933           | Tazio Nuvolari                                      | MG Magnette K3          | Sportvagn      | Ards Circuit                 |
| 1934           | Charles Dodson                                      | MG Magnette NE          | Sportvagn      | Ards Circuit                 |
| 1935           | Freddie Dixon                                       | Riley TT Sprite         | Sportvagn      | Ards Circuit                 |
| 1936           | Freddie Dixon Charles Dodson                        | Riley TT Sprite         | Sportvagn      | Ards Circuit                 |
| 1937           | Franco Comotti                                      | Talbot-Lago T150C       | Sportvagn      | Donington Park               |
| 1938           | Louis Gérard                                        | Delage D6-70            | Sportvagn      | Donington Park               |
| 1939 till 1949 | Inga tävlingar                                      | Inga tävlingar          | Inga tävlingar | Inga tävlingar               |
| 1950           | Stirling Moss                                       | Jaguar XK120            | Sportvagn      | Dundrod Circuit              |
| 1951           | Stirling Moss                                       | Jaguar XK120C           | Sportvagn      | Dundrod Circuit              |
| 1952           | Ingen tävling                                       | Ingen tävling           | Ingen tävling  | Ingen tävling                |
| 1953           | Peter Collins Pat Griffith                          | Aston Martin DB3S       | Sportvagn      | Dundrod Circuit              |
| 1954           | Gerard Laureau Paul Armagnac                        | DB-Panhard              | Sportvagn      | Dundrod Circuit              |
| 1955           | Stirling Moss John Fitch                            | Mercedes-Benz 300 SLR   | Sportvagn      | Dundrod Circuit              |
| 1956 till 1957 | Inga tävlingar                                      | Inga tävlingar          | Inga tävlingar | Inga tävlingar               |
| 1958           | Stirling Moss Tony Brooks                           | Aston Martin DBR1       | Sportvagn      | Goodwood Circuit             |
| 1959           | Stirling Moss Jack Fairman Carroll Shelby           | Aston Martin DBR1       | Sportvagn      | Goodwood Circuit             |
| 1960           | Stirling Moss                                       | Ferrari 250 GT          | GT-vagn        | Goodwood Circuit             |
| 1961           | Stirling Moss                                       | Ferrari 250 GT          | GT-vagn        | Goodwood Circuit             |
| 1962           | Innes Ireland                                       | Ferrari 250 GTO         | GT-vagn        | Goodwood Circuit             |
| 1963           | Graham Hill                                         | Ferrari 250 GTO         | GT-vagn        | Goodwood Circuit             |
| 1964           | Graham Hill                                         | Ferrari 330P            | Sportvagn      | Goodwood Circuit             |
| 1965           | Denny Hulme                                         | Brabham BT8-Climax      | Sportvagn      | Oulton Park                  |
| 1966           | Denny Hulme                                         | Lola T70-Chevrolet      | Sportvagn      | Oulton Park                  |
| 1967           | Andrea de Adamich                                   | Alfa Romeo Giulia GTA   | Standardvagn   | Oulton Park                  |
| 1968           | Denny Hulme                                         | Lola T70-Chevrolet      | Sportvagn      | Oulton Park                  |
| 1969           | Trevor Taylor                                       | Lola T70-Chevrolet      | Sportvagn      | Oulton Park                  |
| 1970           | Brian Muir                                          | Chevrolet Camaro Z28    | Standardvagn   | Silverstone Circuit          |
| 1971           | Ingen tävling                                       | Ingen tävling           | Ingen tävling  | Ingen tävling                |
| 1972           | Jochen Mass Dieter Glemser                          | Ford Capri RS2600       | Standardvagn   | Silverstone Circuit          |
| 1973           | Derek Bell Harald Ertl                              | BMW 3.0 CSL             | Standardvagn   | Silverstone Circuit          |
| 1974           | Stuart Graham                                       | Chevrolet Camaro Z28    | Standardvagn   | Silverstone Circuit          |
| 1975           | Stuart Graham                                       | Chevrolet Camaro Z28    | Standardvagn   | Silverstone Circuit          |
| 1976           | Jean Xhenceval Pierre Dieudonné Hughes de Fierlandt | BMW 3.0 CSL             | Standardvagn   | Silverstone Circuit          |
| 1977           | Dieter Quester Tom Walkinshaw                       | BMW 3.0 CSL             | Standardvagn   | Silverstone Circuit          |
| 1978           | Raijmond van Hove Eddy Joosen                       | BMW 3.0 CSL             | Standardvagn   | Silverstone Circuit          |
| 1979           | Martino Finotto Carlo Facetti                       | BMW 3.0 CSL             | Standardvagn   | Silverstone Circuit          |
| 1980           | Umberto Grano Harald Neger Heribert Werginz         | BMW 635CSi              | Standardvagn   | Silverstone Circuit          |
| 1981           | Tom Walkinshaw Chuck Nicholson                      | Mazda RX-7              | Standardvagn   | Silverstone Circuit          |
| 1982           | Tom Walkinshaw Chuck Nicholson                      | Jaguar XJ-S             | Standardvagn   | Silverstone Circuit          |
| 1983           | Steve Soper René Metge                              | Rover Vitesse           | Standardvagn   | Silverstone Circuit          |
| 1984           | Helmut Kelleners Gianfranco Brancatelli             | BMW 635CSi              | Standardvagn   | Silverstone Circuit          |
| 1985           | Tom Walkinshaw Win Percy                            | Rover Vitesse           | Standardvagn   | Silverstone Circuit          |
| 1986           | Jeff Allam Denny Hulme                              | Rover Vitesse           | Standardvagn   | Silverstone Circuit          |
| 1987           | Enzo Calderari Fabio Mancini                        | BMW M3                  | Standardvagn   | Silverstone Circuit          |
| 1988           | Andy Rouse Alain Ferté                              | Ford Sierra RS500       | Standardvagn   | Silverstone Circuit          |
| 1989 till 1993 | Inga tävlingar                                      | Inga tävlingar          | Inga tävlingar | Inga tävlingar               |
| 1994           | Paul Radisich                                       | Ford Mondeo             | Standardvagn   | Donington Park               |
| 1995           | Ingen tävling                                       | Ingen tävling           | Ingen tävling  | Ingen tävling                |
| 1996           | Alain Menu                                          | Renault Laguna          | Standardvagn   | Donington Park               |
| 1997           | Alain Menu                                          | Renault Laguna          | Standardvagn   | Donington Park               |
| 1998           | Emmanuel Collard Vincenzo Sospiri                   | Ferrari 333 SP          | Sportvagn      | Donington Park               |
| 1999           | Jean-Marc Gounon Éric Bernard                       | Lola B98/10-Judd        | Sportvagn      | Donington Park               |
| 2000 till 2004 | Inga tävlingar                                      | Inga tävlingar          | Inga tävlingar | Inga tävlingar               |
| 2005           | Pedro Lamy Peter Kox                                | Aston Martin DBR9       | GT-vagn        | Silverstone Circuit          |
| 2006           | Michael Bartels Andrea Bertolini                    | Maserati MC12           | GT-vagn        | Silverstone Circuit          |
| 2007           | Mika Salo Thomas Biagi                              | Maserati MC12           | GT-vagn        | Silverstone Circuit          |
| 2008           | Ryan Sharp Karl Wendlinger                          | Aston Martin DBR9       | GT-vagn        | Silverstone Circuit          |
| 2009           | Ryan Sharp Karl Wendlinger                          | Saleen S7-R             | GT-vagn        | Silverstone Circuit          |
| 2010           | Warren Hughes Jamie Campbell-Walter                 | Nissan GT-R GT1         | GT-vagn        | Silverstone Circuit          |
| 2011           | Lucas Luhr Michael Krumm                            | Nissan GT-R GT1         | GT-vagn        | Silverstone Circuit          |
| 2012           | Ingen tävling                                       | Ingen tävling           | Ingen tävling  | Ingen tävling                |
| 2013           | Allan McNish Tom Kristensen Loïc Duval              | Audi R18 e-tron quattro | Sportvagn      | Silverstone Circuit          |
| 2014           | Anthony Davidson Sébastien Buemi Nicolas Lapierre   | Toyota TS040 Hybrid     | Sportvagn      | Silverstone Circuit          |
| 2015           | André Lotterer Marcel Fässler Benoît Tréluyer       | Audi R18 e-tron quattro | Sportvagn      | Silverstone Circuit          |
| 2016           | Marc Lieb Neel Jani Romain Dumas                    | Porsche 919 Hybrid      | Sportvagn      | Silverstone Circuit          |
| 2017           | Sébastien Buemi Anthony Davidson Kazuki Nakajima    | Toyota TS050 Hybrid     | Sportvagn      | Silverstone Circuit          |
| 2018           | Mathias Beche Thomas Laurent Gustavo Menezes        | Rebellion R13-Gibson    | Sportvagn      | Silverstone Circuit          |
| 2019           | Mike Conway Kamui Kobayashi José María López        | Toyota TS050 Hybrid     | Sportvagn      | Silverstone Circuit          |